# 電話 (歌曲)
《電話》（英语：Telephone）是美國流行女歌手女神卡卡與美国R&B女歌手碧昂丝合作演唱的一首歌曲。收录于女神卡卡的第3张迷你唱片《超人氣魔神》（The Fame Monster）中。卡卡在未成名时为美国女歌手布兰妮·斯皮尔斯专辑《妮裳馬戲團》（Circus）创作了两首歌曲，一首为《爱如流沙》（Quicksand），作为专辑的豪华版附赠曲收录于专辑中，而另一首就是《電話》，但布兰妮未将此歌曲收录于专辑中。2010年5月2日，疑似《電話》的布兰妮演唱版本在网上泄露，随后《電話》的歌曲制作人证实了网上泄露版本为布兰妮的真实录音版。
歌曲的音乐录像带是卡卡2009年歌曲《愛情狗仔》（Paparazzi）音乐录像带的续集。延续了《愛情狗仔》音乐录像带的风格，《電話》的音乐录像带也被制作成了一部微电影。在音乐录像带中，卡卡被碧昂斯从监狱救出后，来到了一家餐厅，并杀光了那里用餐的所有客人，音乐录像带以警察的追捕和卡卡与碧昂斯驾车高速逃亡为结局，并且未完待续。整个音乐录像带参考了昆汀·塔伦蒂诺的电影《追殺比爾上集》（Kill Bill: Vol. 1）和电影《黑色追緝令》（Pulp Fiction），获得了评论的赞赏。为了纪念亞歷山大·麥昆，卡卡于2010年全英音樂獎表演了《電話》和《黑暗中漫舞》（Dance in the Dark）的混合版。《電話》是卡卡在魔神巡回演唱会和天生完美巡回演唱会的表演曲目之一。

## 外部連結
- Lady Gaga (ft. Beyoncé) － Telephone YouTube （页面存档备份，存于）